# Wolseley 45
La 45 è un'autovettura di grandi dimensioni prodotta dalla Wolseley dal 1902. Non si conosce l'anno di fine produzione. Era il modello di punta della casa automobilistica britannica, ed è stata l'unica vettura Wolseley ad avere un motore a tre cilindri.
La vettura aveva installato un motore in linea a tre cilindri e valvole laterali da 8.442 cm³ di cilindrata, che erogava 45 CV di potenza a 750 giri al minuto.
Era offerto un solo tipo di carrozzeria, torpedo quattro posti.